# Sweet Basil
Der Sweet Basil war ein New Yorker Jazzclub, der von den 1970er Jahren bis 2001 bestand.

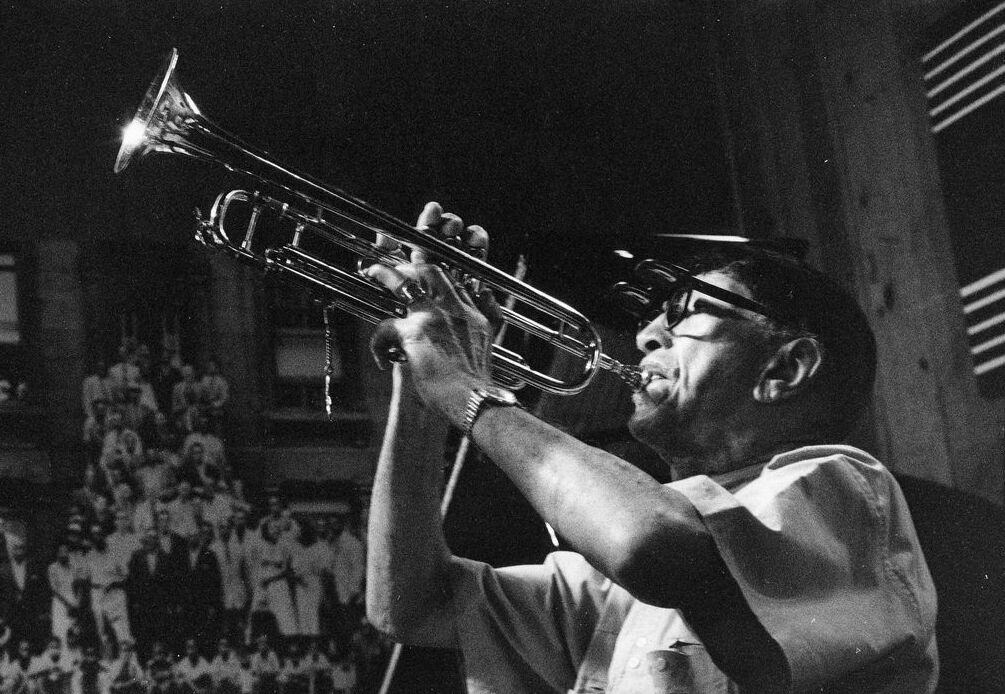
Doc Cheatham

## Geschichte
Der Sweet Basil Jazz Club befand sich im New Yorker Stadtteil Manhattan im Greenwich Village (88 Seventh Avenue South). Er war zu seiner Zeit neben dem Village Vanguard einer der bekanntesten Jazzclubs in New York. Der Club wurde 1974 als Restaurant eröffnet und etablierte sich bald als bekannter Jazz-Veranstaltungsort des Stadtteils. Der Trompeter und Sänger Doc Cheatham trat dort von Beginn an auf und hatte dann ein regelmäßiges Sonntag-Engagement, das 17 Jahre andauerte, bis Cheatham 1997 starb. Der Pianist Chuck Folds nahm mit den Sweet Basil Friends (u. a. mit Spanky Davis und Irvin Stokes) ein Erinnerungsalbum an Cheathams Sweet-Basil-Auftritte auf. Ende der 1980er bis Anfang der 1990er Jahre bestand das Sweet Basil Trio aus Cedar Walton, Ron Carter und Billy Higgins, dessen Auftritt von 1991 auf Evidence für das Album St. Thomas mitgeschnitten wurde.
Von 1981 bis 1992 gehörte der Club Phyllis Litoff (1938–2002) und ihrem Mann Mel Litoff sowie dem deutschstämmigen Künstler und Impresario Horst Liepolt (* 1927), der die Buchungen organisierte und auch den Club Lush Life führte.  Im Sweet Basil  wurde viele Konzerte mitgeschnitten, und es entstand eine Reihe von Jazzalben, die teilweise von Horst Liepolt mitproduziert wurden, wie Lover, Come Back to Me (1981) der Sängerin Chris Connor, das Tributalbum Eric Dolphy & Booker Little Remembered Live at Sweet Basil (1986) oder Live at Sweet Basil (1989) des Pianisten McCoy Tyner.
Bekanntheit erlangte das Sweet Basil auch durch die regelmäßigen Auftritte des Monday Night Orchestra von Gil Evans ab 1983. Der Club inspirierte Dollar Brand zu der Komposition Sweet Basil Blues auf dessen Album Blues for a Hip King (1976), ebenso Emil Viklický zu Bazalicka (Sweet Basil)
In den letzten Jahren seines Bestehens gehörte der Sweet Basil dort nicht tätigen Besitzern, sondern verschiedenen japanischen Holdings. Der Club schloss am 30. April 2001, als der bisherige Miteigentümer James Browne, ein New Yorker DJ und Musikveranstalter, das Gebäude kaufte, um es umzubauen und einen neuen Club, den Sweet Rhythm unter neuem Management zu eröffnen.  Browne versuchte, mit einem gemischten Programm aus Jazz, Blues, Afro-karibischer Musik oder Soul-Sängern, den Club aufrechtzuerhalten; außerdem kooperierte er mit dem Jazzprogramm der New School, um Studentenbands professionelle Auftrittsmöglichkeiten zu gewähren. Schließlich schloss 2009 auch der Sweet Rhythm seine Pforten endgültig.

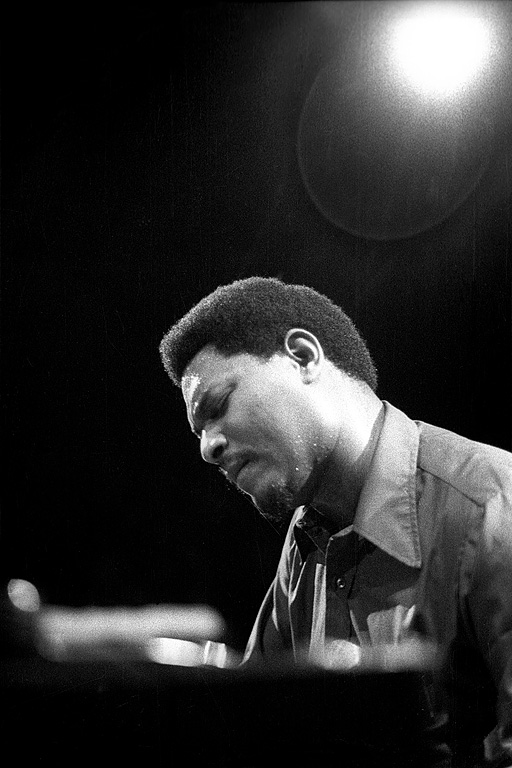
McCoy Tyner (1973)

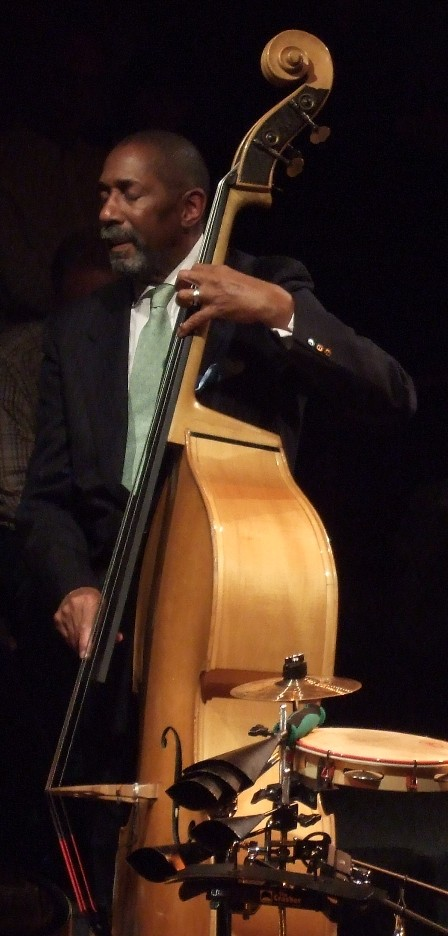
Ron Carter

## Diskographische Hinweise
Die Mitschnitte sind nach dem Aufnahmedatum geordnet.
Sweet Basil
- 1977 – Ron Carter: Piccolo (Milestone)
- 1977 – Junior Mance: Live at Sweet Basil (Flying Disk)
- 1977 – Cecil McBee Sextet with Chico Freeman: Compassion (Inner City)
- 1978 – Jim Hall/Red Mitchell (Artists House)
- 1981 – Chris Connor: Lover, Come Back to Me
- 1983 – Abdullah Ibrahim with Carlos Ward: Live at Sweet Basil Vol. 1 (Ekapa)
- 1984 – Leroy Jenkins: Urban Blues (Black Saint)
- 1984 – David Murray Big Band: Live At „Sweet Basil“ – Vol. 1 (Black Saint)
- 1985 – Gunter Hampel New York Orchestra Fresh Heat: Live at Sweet Basil (Birth) mit Jeanne Lee, Perry Robinson, Mark Whitecage, Thomas Keyserling, Curtis Fowlkes, Bill Frisell, Bob Stewart, Marvin Smitty Smith u. a.
- 1985 – Art Blakey & the Jazz Messengers: New Year's Eve At Sweet Basil (King)
- 1986 – Gil Evans & The Monday Night Orchestra: Live at Sweet Basil (Electric Bird)
- 1986 – The Art Farmer/Benny Golson Jazztet: Back to the City (Contemporary)
- 1986 – Terence Blanchard/Donald Harrison: Eric Dolphy & Booker Little Remembered Live at Sweet Basil, Vol. 1 & 2 (Evidence) mit Mal Waldron, Richard Davis, Ed Blackwell
- 1987 – Mal Waldron: The Super Quartet Live at Sweet Basil (Paddle Wheel)
- 1988 – Randy Brecker Quintet: Live at Sweet Basil (Sonet)
- 1988 – Sonny Greenwich: Live at Sweet Basil (Justin Time)
- 1988 – Oliver Jones: Cookin' at Sweet Basil (Justin Time Records)
- 1989 – Richard Davis: One for Frederick – Live at Sweet Basil (Hep)
- 1989 – Uli Lenz/Cecil McBee/Joe Chambers: Live at Sweet Basil (Enja)
- 1990 – Nat Adderley: Autumn Leaves: Live at Sweet Basil (Evidence)
- 1990 – Richard Davis and Friends live at Sweet Basil (Evidence) mit Ricky Ford, Cecil Bridgewater, Roland Hanna, George Cables, Ronnie Burrage
- 1991 – Steve Grossman: In New York (Dreyfus)
- 1991 – Steve Lacy Sextet – Live at Sweet Basil (Novus)
- 1991 – McCoy Tyner: Solar: Live at Sweet Basil (Sweet Basil Records)
- 1992 – Anders Bergcrantz: Live at Sweet Basil (DIW)
- 1992 – Nick Brignola: Things Ain't What They Used to Be (Reservoir)
- 1992 – The Enja Band live at Sweet Basil (Enja) mit Willie Williams, Gust Tsilis, Uri Caine, Michael Formanek, Cecil Brooks III
- 1992 – Doc Cheatham:  Live at Sweet Basil (Jazzology)
- 1992 – Art Farmer Quintet: Live at Sweet Basil (Evidence)
- 1992 – Dave Matthews/Manhattan Jazz Quintet: Manteca (Evidence)
- 1993 – Wolfgang Muthspiel Group: In & Out (Amadeo)
- 1995 – Cecil Taylor: Iwontunwonsi – Live at Sweet Basil (Sound Hills)
- 1995 – Cecil Taylor: Amewa – Live at Sweet Basil (Sound Hills)
- 1999 – Michele Rosewoman: Guardians of the Light (Enja)
- 2000 – Cecil Brooks III/John Hicks: Live at Sweet Basil 2 (Savant)

Sweet Rhythm
- 2003 – Richard Sussman: Live at Sweet Rhythm (origin, 2003, mit Tom Harrell, Jerry Bergonzi, Mike Richmond, Jeff Williams)
- 2005 – Judi Silvano: Women’s Work – Live at Sweet Rhythm NYC (JSL)
- 2009 – Craig Bailey-Tim Armacost Brooklyn Big Band: Live at Sweet Rhythm (Candid)
- 2009 – Sonny Fortune: Last Night at Sweet Rhythm